# Mesophlebion arenicola
Mesophlebion arenicola är en kärrbräkenväxtart som beskrevs av Holtt. Mesophlebion arenicola ingår i släktet Mesophlebion och familjen Thelypteridaceae. Inga underarter finns listade.